# Bromek hafnu(IV)
Bromek hafnu(IV), HfBr
4 – nieorganiczny związek chemiczny, zawierający hafn na IV stopniu utlenienia. Tworzy białe kryształy w układzie regularnym. Jego temperatura topnienia wynosi 424 °C (temperatura punktu potrójnego), przy czym w 323 °C sublimuje. Ma podobne właściwości fizyczne i chemiczne do chlorku hafnu(IV). Reaguje z wodą. 